# Commission de sûreté publique

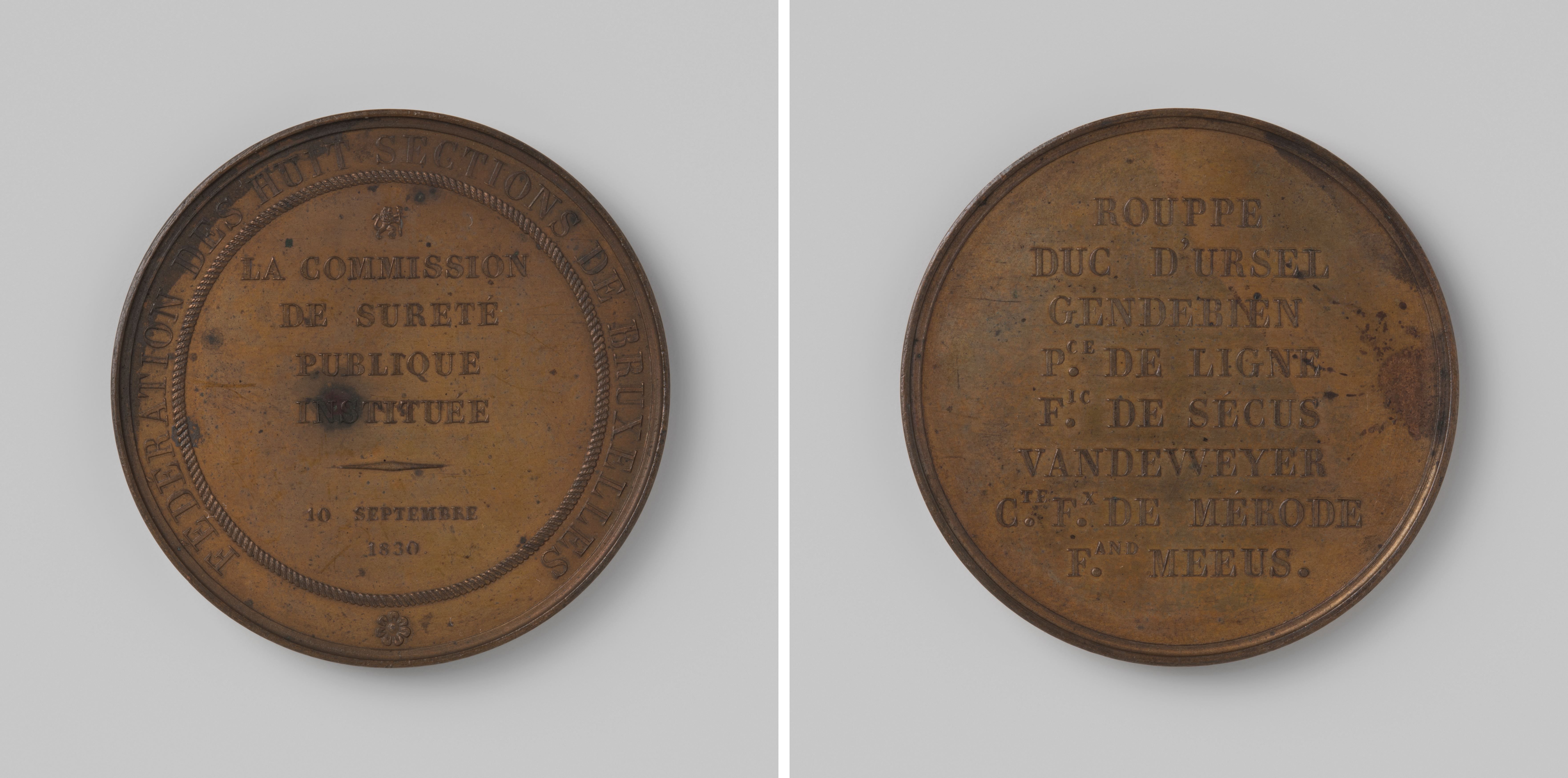
Médaille frappée à l’occasion de la création de la commission de sûreté publique de Bruxelles.

Une commission de sûreté publique (en néerlandais de l'époque : commissie van openbare veyligheyd) est un organe de pouvoir créé lors de la révolution belge afin d'administrer les villes et communes dans le cadre de l'insurrection de 1830 dans les Pays-Bas méridionaux.
Créées dans la plupart des grandes villes des Pays-Bas méridionaux (qui deviendront la Belgique après l'indépendance de cette-dernière du royaume uni des Pays-Bas le 4 octobre 1830), elles rassemblent les patriotes belges, meneurs locaux de la révolution, et propage les idées de cette dernière tout en veillant à maintenir un certain ordre publique. Initialement conçues pour être éphémères et agir de concert avec le Conseil de Régence des villes, voir parfois carrément se substituer aux autorités communales qui les tolèrent, certaines sont très rapidement dissoutes, comme celle de Bruxelles, le 20 septembre 1830, remplacée par les révolutionnaires plus extrémistes de la Réunion centrale.

## Contexte

### Le pouvoir lors de la révolution belge
Aux premières heures de la Belgique, le pouvoir est d'abord créé à Bruxelles le 24 septembre 1830 au moyen de la Commission administrative qui devient, deux jours plus tard, le gouvernement provisoire de Belgique. Celui-ci est composé d'un « Comité central », créé le 28 septembre avec, initialement, quatre membres (Louis de Potter, Charles Rogier, Sylvain Van de Weyer et Félix de Mérode), auquel s'ajoute Alexandre Gendebien le 10 octobre. Ensemble, ils exercent le pouvoir législatif et le pouvoir exécutif jusqu'à la fondation du Congrès national belge, le 10 novembre 1830

## Liste et composition des commissions par villes
Liste non-exhaustive des différentes commissions de sûreté publique créées dans les villes et communes belges :
| Commune          | Province                      | Date de création   | Date de dissolution | Président                              | Membres notoires           |
| ---------------- | ----------------------------- | ------------------ | ------------------- | -------------------------------------- | -------------------------- |
| Bruxelles        | Province de Brabant           | 11 septembre 1830  | 20 septembre 1830   |                                        |                            |
| Gand             | Province de Flandre-Orientale | 6 février 1831     |                     | Charles Coppens                        |                            |
| Gosselies        | Province de Hainaut           |                    |                     | Louis-Alexandre Thomas                 |                            |
| Huy              | Province de Liège             | 30 août 1830       |                     | Florimond-Joseph-Ignace de Ficquelmont |                            |
| Leuze-en-Hainaut | Province de Hainaut           | 1er septembre 1830 |                     | François-Michel De Gallais             | Pierre-François Loiselet   |
| Liège            | Province de Liège             | 27 août 1830       |                     | Émile d'Oultremont                     | Bauduin Bayet (secrétaire) |
| Louvain          | Province de Brabant           | 2 septembre 1830   |                     | Adolphe Roussel                        |                            |
| Namur            | Province de Namur             |                    |                     | Pierre-Antoine Daiwaille               |                            |
| Philippeville    | Province de Namur             | 30 septembre 1830  |                     |                                        |                            |
| Verviers         | Province de Liège             | 27 août 1830       |                     |                                        |                            |